# Andrea del Verrocchio

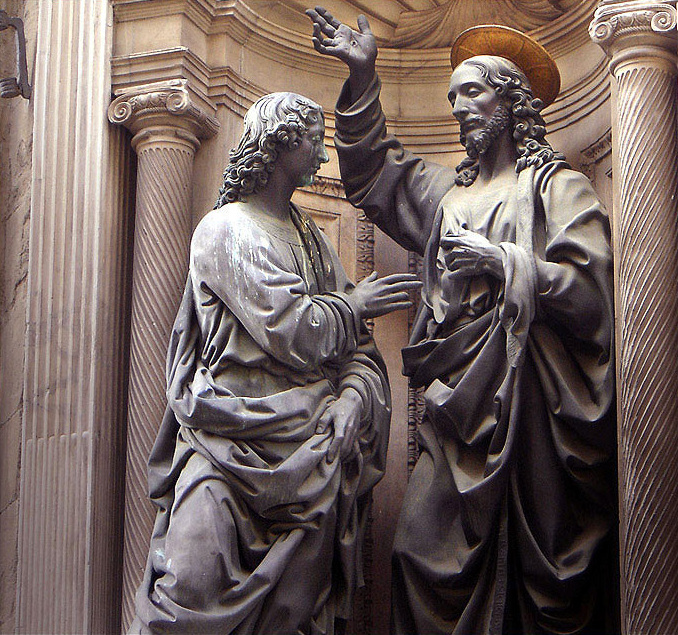
Kristus och den tvivlande Tomas (1476–1483), Orsanmichele, Florens

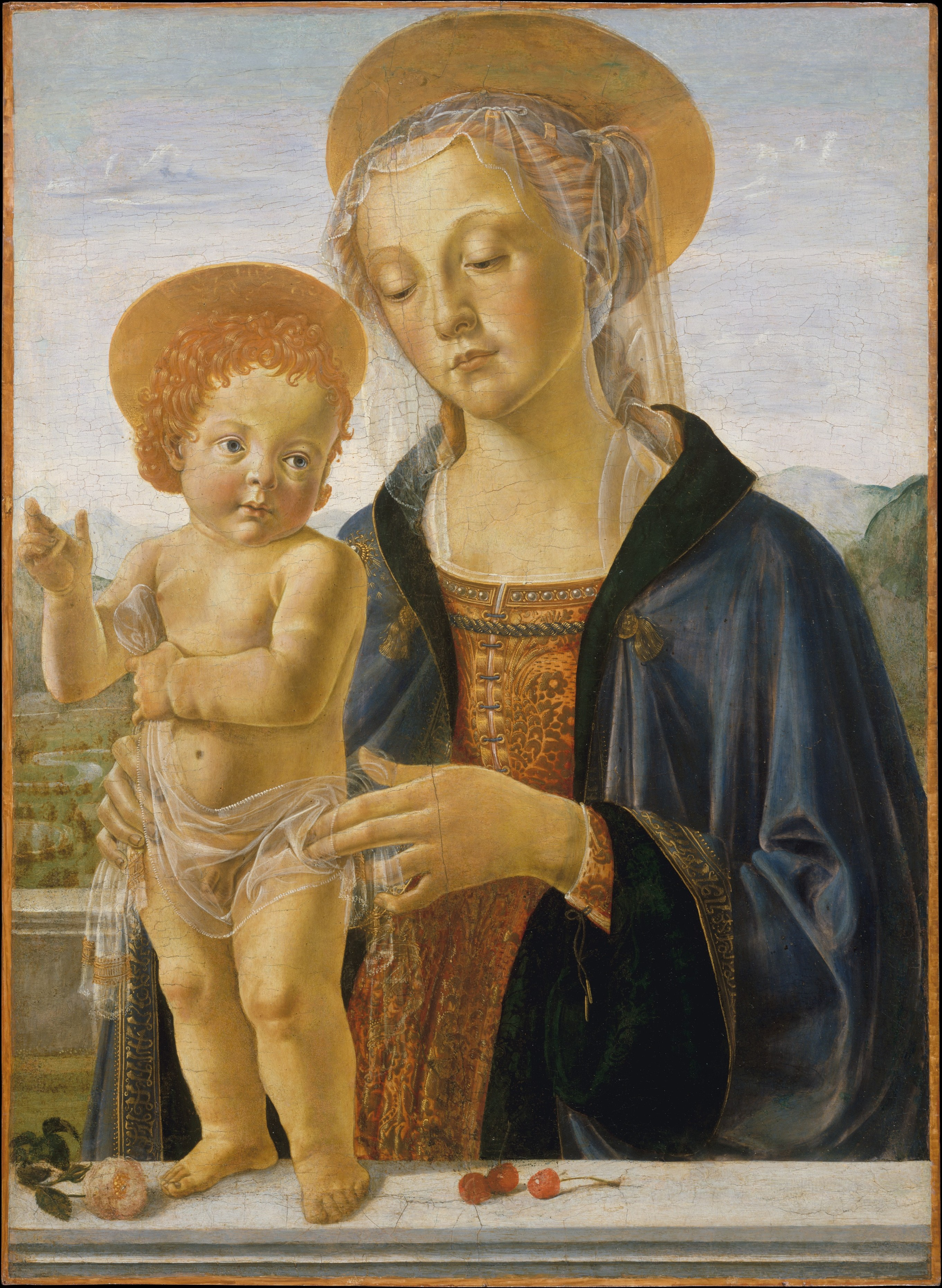
Madonnan med barnet Metropolitan Museum of Art, New York

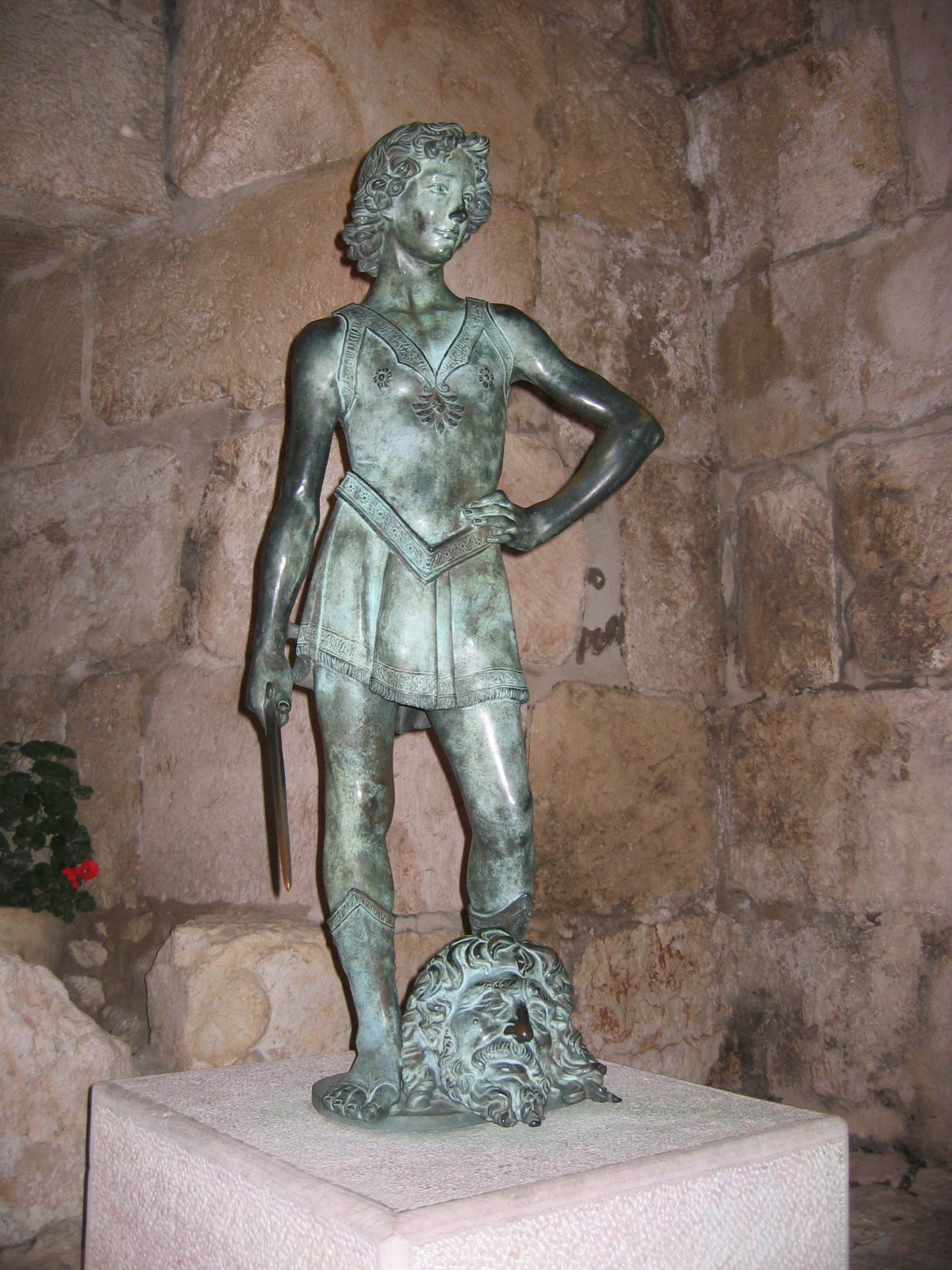
David (1473–1475). Den unge David från Bibeln, efter att ha besegrat Goljat.

Andrea del Verrocchio, egentligen Andrea di Michele di Francesco de' Cioni, född 1435 i Florens, död 10 oktober 1488 i Venedig, var en italiensk konstnär och guldsmed, som anses ha utövat inflytande över sina elever Leonardo da Vinci, Lorenzo di Credi och Perugino. Andrea del Verrocchio var verksam under ungrenässansen.

## Barndom och uppväxt
Andrea del Verrocchios far Michele di Cione var kakel- och tegelmakare, och senare även tullindrivare. Andrea del Verrocchio gifte sig aldrig, och behövde ekonomiskt stöd från vissa av familjens medlemmar. Hans rykte blev bättre när han blev anställd vid hovet hos huset Medici som han stannade hos tills han flyttade till Venedig.
Verrocchio föddes i Florens år 1435 och inledde sin karriär som guldsmed i Francesco di Luca Verrocchios verkstad. Verrocchio kan ha varit lärling tillsammans med Donatello. Hans första kända målningar färdigställdes troligtvis på 1460-talet, när han arbetade i Prato vid sidan av Filippo Lippi.

## Självständigt arbete
Den enda signerade tavlan av Verrocchio är Madonnan med barnet, som nu finns i katedralen i Pistoia.
Runt 1465 började han att arbeta i den gamla sakristian (Sagrestia Vecchia) i basilikan San Lorenzo i Florens. Någon gång mellan 1465 och 1467 omformade han Cosimo de' Medicis gravmonument. 1472 utförde han gravmonumentet över Piero och Giovanni de' Medici i den gamla sakristian.
År 1466 gav handelsmännen i Florens i uppdrag åt Verrocchio att utföra skulpturgruppen Kristus och den tvivlande Tomas för en yttre nisch i kyrkan Orsanmichele. 
Kristi dop, som nu finns i Uffizierna, målades någon gång mellan 1474 och 1475. Vid utförandet av detta konstverk assisterades Verrocchio av Leonardo da Vinci, som då var ung och arbetade i hans verkstad. Leonardo färdigställde bakgrunden och målade den vänstra ängeln vars kvalitet skilde sig från resten av tavlan. Enligt Vasari, beslöt sig Verrocchio att aldrig mer röra en pensel, eftersom han ansåg att Leonardo hade överträffat honom. Senare kritiker menar att denna historia är inkorrekt.

## Tiden som skulptör
Under mitten av 1470-talet ägnade sig Verrocchio främst åt skulpterande och utvecklade den florentinska stilen. Omkring 1478 avslutade Verrocchio Bevingad kerub med delfin, som idag finns i Palazzo Vecchio. Detta arbete uppvisar ett drag av naturalism vilket Verrochio lärde sig från Desiderio da Settignano. Från samma period härstammar Dam med bukett samt reliefen för Francesca Pitti Tornabuonis gravmonument i basilikan Santa Maria sopra Minerva i Rom.

### Bartolomeo Colleoni
År 1478 påbörjade Verrocchio vad som skulle bli hans mest kända verk, en ryttarstaty föreställande kondottiären Bartolomeo Colleoni (1400–1475), som hade dött tre år tidigare. Arbetet var ett uppdrag från Republiken Venedig. Det var det första försöket att uppföra en ryttarstaty där ett av hästens ben inte vidrör postamentet. 
År 1480 sände Verrocchio en vaxmodell till sina beställare och 1488 flyttade han till Venedig för att assistera vid gjutandet av skulpturen, men han dog samma år, innan hans arbete var fullbordat.  

## Verk i urval
- Kristi dop (1472–1475), Uffizierna, Florens
- Madonnan med Johannes Döparen och Donatus, Pistoias katedral, Pistoia
- Sankta Monica, Santo Spirito, Florens
- Tobias och ängeln (1470–1480), National Gallery, London
- Kristus och den tvivlande Tomas (1467–1483), Orsanmichele, Florens

## Utmärkelser
Asteroiden 6105 Verrocchio är uppkallad efter honom.